# NGC 1592
NGC 1592 (również PGC 15292 i PGC 15285, ESO 421-2) – para zderzających się galaktyk nieregularnych lub pojedyncza galaktyka nieregularna powstała w wyniku zderzenia się dwóch lub więcej galaktyk. Znajduje się w gwiazdozbiorze Erydanu w odległości około 40 milionów lat świetlnych. Odkrył ją John Herschel 14 listopada 1835 roku, choć zapewne był w stanie zaobserwować tylko jaśniejszą, wschodnią część obiektu, obecnie noszącą oznaczenie PGC 15292.